# ديون ديكسون
ديون ديكسون (بالإنجليزية: Dion Dixon)‏ مواليد 24 ديسمبر 1989 في شيكاغو، هو لاعب كرة سلة أمريكي. بدأ مسيرته الاحترافية في سنة 2012. يبلغ طوله 6 قدم 3 بوصة (1.9 م). لعب كرة السلة الجامعية في جامعة سينسيناتي.

## المسيرة الاحترافية
لعب مع أيه إي كي لارنكا في موسم 2012–2013، ثم لعب مع إم زد تي سكوبيه في موسم 2014–2015، ثم لعب مع الحكمة اللبناني في موسم 2015–2016.

## روابط خارجية
- ديون ديكسون على موقع كرة السلة الأوروبية.كوم (الإنجليزية)
- ديون ديكسون على موقع كلية كرة السلة في سبورتس رفرنس.كوم (الإنجليزية)
- ديون ديكسون على موقع ريلجم (الإنجليزية)
- ديون ديكسون على موقع بروبوليرز (الإنجليزية)